# Museu Nacional de Belas Artes de Argel
O Museu Nacional de Belas Artes de Argel (em francês: Musée National des beaux-arts d'Alger) é um museu localizado em Argel, na Argélia.[carece de fontes?] Em 14 de maio de 1962, mais de 300 obras de arte foram trazidas do Louvre em Paris, até o Museu.

## Museu Nacional de Belas Artes de Argel e Independência Argelina
Este envio incluiu obras de Monet, Delacroix, Courbet. As negociações sobre o retorno da arte, e se deveria realmente ser devolvido à Argélia eram uma questão contenciosa na França e uma causa de indignação na Argélia. Sob os acordos de Evian de março de 1962, concordou que todas as instituições e infra-estruturas que haviam sido administradas pela administração colonial foram financiadas pela administração colonial autônoma na Argélia permaneceriam sob o controle do Estado argelino. O argumento dos negociadores argelinos por essa tecnicidade era que essas instituições, os museus incluídos, tinham sido financiados a partir dos recursos produzidos pela terra argelina e seu povo.
Tanto o chefe do Louvre como o curador do Museu de Belas Artes (que permaneceram o mesmo que sob administração francesa) trabalharam para restaurar as obras sob controle argelino. O diretor dos museus da França, Henri Seyrig, argumentou que o retorno do trabalho, de acordo com os acordos de Evian, continuaria a lembrar os argelinos de seus laços com a França e seguiria um documento de política externa que declarasse a intenção de "promover o público mais extenso para a nossa cultura" como uma extensão da política por outros meios. Enquanto o Ministro dos Negócios Estrangeiros, Michel Debré viu como propriedade cultural da França, e uma parte do seu território que deve ser devolvido. O Museu das Belas Artes veio sob ameaça à medida que a independência se aproximava. Como parte de sua campanha de desestabilização, em 26 de novembro de 1961, os comandos da Organisation Armée Secrète (OEA) bombardearam uma estátua de Antoine Bourdelle no pátio do museu causando danos ao primeiro andar do museu e à estátua. Além disso, havia um medo entre as autoridades culturais francesas de que os islamistas estritos se ofendessem aos nus mantidos no museu e/ou que os tumultos e saques pós-independência afetariam o museu.
As autoridades francesas viram o perigo imediato representado pela OEA e o aparente perigo de anarquia (o museu experimentou uma transição pacífica) como motivo para mover as obras de arte em segredo, sob escolta militar primeiro para Marselha e finalmente para o Louvre em Paris. Os trabalhos foram valorizados no momento em que valeu, nos dólares de hoje US $ 50 milhões. No entanto, apesar dos laços estreitos com o museu, nenhum representante cultural do FLN, ou mesmo os trabalhadores do museu, foram informados da transferência quando ocorreu e descobriram apenas as peças faltantes quando encontraram quadros vazios. Quando as obras desaparecidas foram descobertas, o diretor dos Museus de Belas Artes, Jean de Maisonseul informou o francês. As negociações começaram em maio de 1967 e, em 1970, sobre os protestos do ministro das Relações Exteriores da França, Michel Debre, o trabalho foi repatriado para a Argélia. A cooperação entre funcionários do museu foi um dos poucos exemplos de negociação de boa vontade em ambos os lados.

## Coleções

### Pinturas
O departamento de pinturas tem pinturas europeias de pinturas de 14 a 20 de século. Eles são organizados cronologicamente e por grandes escolas em 35 quartos.